# Мезеро
Мѐзеро (на италиански: Mesero, на западноломбардски: Mèser, Мезер) е малко градче и община в Северна Италия, провинция Милано, регион Ломбардия. Разположено е на 154 m надморска височина. Населението на общината е 3915 души (към 2010 г.).